# Asterropteryx semipunctata
Asterropteryx semipunctata és una espècie de peix de la família dels gòbids i de l'ordre dels perciformes.

## Morfologia
- Els mascles poden assolir 4 cm de longitud total.[1][2]

## Depredadors
A la Polinèsia Francesa és depredat per Epinephelus merra.

## Hàbitat
És un peix marí, de clima tropical i associat als esculls de corall que viu entre 1-20 m de fondària.

## Distribució geogràfica
Es troba des del Mar Roig fins a les Hawaii, les Illes de la Línia, les Tuamotu, el sud del Japó i l'Illa de Lord Howe.

## Costums
És bentònic.

## Observacions
És inofensiu per als humans.